# فراسیه (روستا)
 غراسیه  (در عربی:  الغَراسیة ) 
نام روستایی است در دهستان الُمحابشة از توابع استان حَجّه در کشور یمن در شبه جزیره عربستان.

## جمعیت
جمعیت آن (۱۰۰ ) نفر (۱۱ خانوار) می‌باشد.